# Ectrosia nervilemma
Ectrosia nervilemma är en gräsart som först beskrevs av Bryan Kenneth Simon, och fick sitt nu gällande namn av Night. Ectrosia nervilemma ingår i släktet Ectrosia och familjen gräs. Inga underarter finns listade i Catalogue of Life.